# Patrouille de neutralité

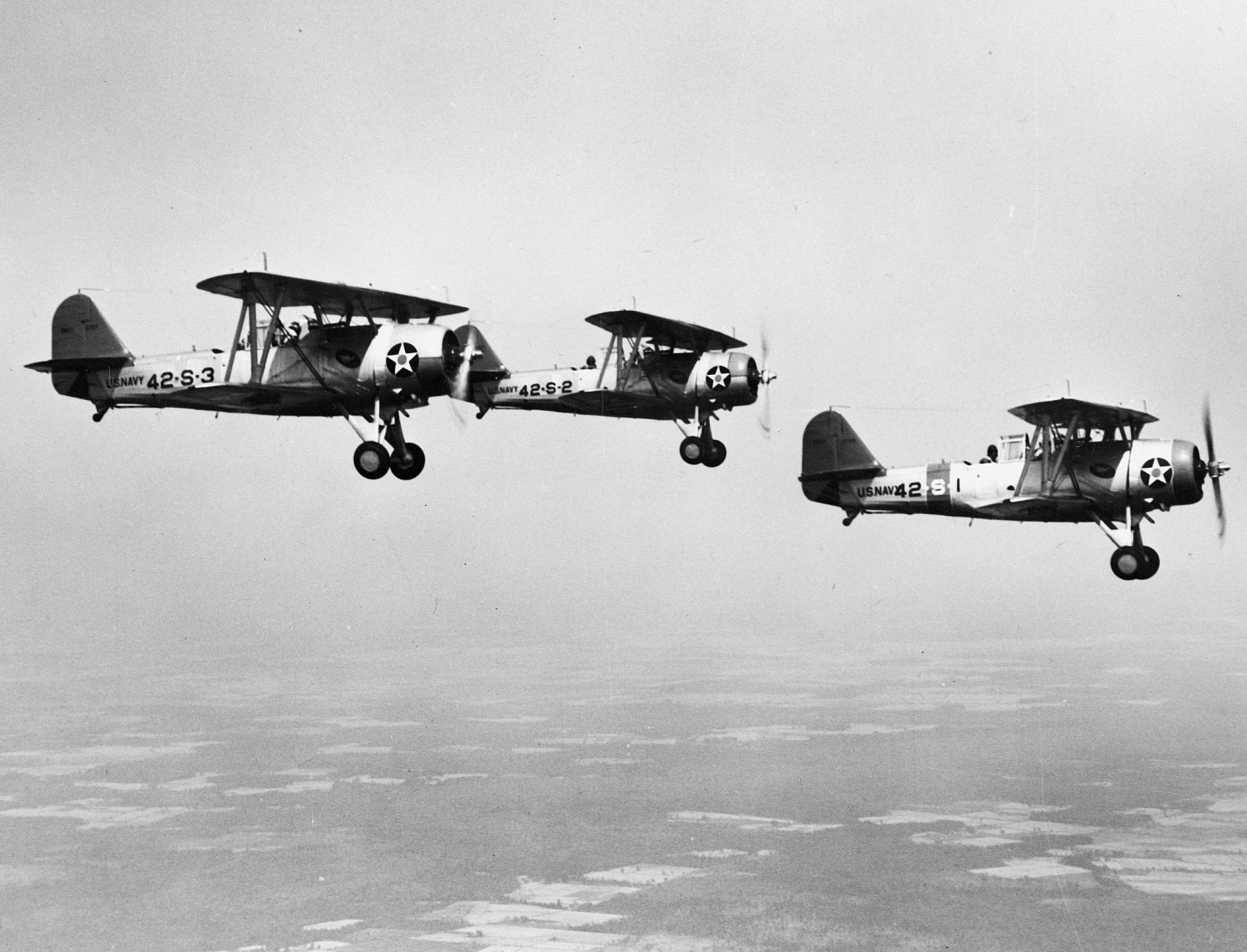
Bombardiers en piqué américains Vought SBU-1 de l'escadron de reconnaissance VS-42 effectuant une patrouille de neutralité en 1940.

Le 3 septembre 1939, les déclarations de guerre britannique et française à l’Allemagne lancent la seconde bataille de l’Atlantique. Le 4 septembre, le chef des opérations navales des États-Unis met en œuvre une patrouille aéronavale combinée le long de la côte atlantique des États-Unis et dans les Caraïbes. Le président Franklin D. Roosevelt adopte ensuite la loi de neutralité de novembre 1939, transformant la patrouille navale en patrouille de neutralité.

## Contexte
La première semaine de septembre 1939, l'Allemagne envahit la Pologne, suivie rapidement par la déclaration de guerre du Royaume-Uni et de la France à l'Allemagne. Il est apparu que le conflit s’élargirait à toute l’Europe de manière très similaire aux premières étapes de la Première Guerre mondiale. Une nouvelle fois, le Royaume-Uni, la France et leurs alliés dépendraient sans aucun doute de l'aide des États-Unis pour fournir un soutien matériel transitant obligatoirement par l'Atlantique. Comme lors de la Première Guerre mondiale, l'Allemagne tenterait sûrement d'arrêter ces envois, probablement par des attaques de sous-marins et de raids de surface. Tout indique que l’Atlantique serait à nouveau un champ de bataille important. Ce scénario compromettrait certainement la neutralité des États-Unis, c'est ainsi que le président Franklin Roosevelt ordonna à la Marine de prendre rapidement des mesures afin de minimiser cette menace.

## Zones de neutralité
Le 4 septembre 1939, le chef des opérations navales ordonne à l’Atlantic Squadron de créer une patrouille aérienne et navale combinée afin d'observer et de signaler les mouvements des navires des nations belligérantes. Les États-Unis établissent des zones de neutralité à travers la Zone de sécurité panaméricaine instauré en octobre 1939 avec les autres états d'Amérique latine comprenant tout le golfe du Mexique, toute la mer des Caraïbes et s'étendant de 200 à 300 milles dans l'Atlantique à partir des côtes nord-américaines et sud-américaines,. Les autorités déclarent par la suite leur intention de patrouiller bien au-delà des limites de ces zones de neutralité afin de surveiller de manière appropriée l’approche de toute expédition de belligérants. Les escadrons d'aviation sont mobilisés et repositionnés. Des sentinelles de cuirassés, de croiseurs et de destroyers ont été établis et des plans ont été mis en œuvre pour remettre en service de vieux destroyers afin d'effectuer ces patrouilles de neutralité,.
Les patrouilles de neutralité n’étaient qu’un élément de l’intention générale de Roosevelt de soutenir le plus possible la Grande-Bretagne tout en maintenant (ou du moins en revendiquant) la neutralité mondiale de l’Amérique. Les autres composantes de cet effort comprenaient l'accord Destroyers for Bases Agreement, une première forme de prêt-bail (Lend-Lease), et un « échange » solide avec la Grande-Bretagne. Le « commerce » avec la Grande-Bretagne signifiait que de nombreux navires traversaient l'Atlantique alors que l'océan était activement ratissé par les sous-marins allemands. La patrouille de neutralité mise en place par l'United States Navy a été chargée de protéger les intérêts commerciaux américains en haute mer. Au printemps 1941, une pratique commençait à se dessiner, ressemblant beaucoup à des escortes de convois armés. En 1941, la zone de neutralité atlantique a été étendue vers l’est pour inclure 75 % de la largeur de l’océan, ainsi que vers le sud, quasi jusqu'à Rio de Janeiro, au Brésil. D'après les nombreuses notes de Roosevelt et les ordres de la Marine, la zone était surnommée « l'hémisphère occidental ».

## Organisation
Les cuirassés USS Arkansas, Texas et New York avec le porte-avions USS Ranger (comprenant les escadrilles VB-4, VF-4, VS-41 et VS-42) formèrent une force de réserve à Hampton Roads afin de soutenir les patrouilles suivantes :
- Patrouille zéro : 18e division de destroyers composée des USS Davis, Jouett, Benham et Ellet. Elle a été assignée au point de patrouille zéro de Terre-Neuve au sud jusqu'au 40e parallèle[5].
- Première patrouille : les destroyers USS Hamilton et Leary ont été affectés à un point de patrouille le long d'une ligne nord-ouest-sud-est au large de Georges Bank (en)[5].
- Seconde patrouille : les destroyers USS Hopkins et Goff, un avion de l'escadron VP-54 et le transport d'hydravions USS Owl opérant depuis Newport, entre le 38e et le 43e parallèle[5].
- Troisième patrouille : les destroyers USS Manley, Barry, Decatur et Reuben James ont été affectés entre le 34e et le 38e parallèle avec les avions des escadrons VP-52 et VP-53[5].
- Sixième patrouille : les destroyers USS Babbitt et Claxton ont patrouillé dans le détroit de Floride et le canal du Yucatán[5].
- Septième et huitième patrouille : les croiseurs USS San Francisco et Tuscaloosa, les destroyers USS Broome, Borie, Simpson, et Truxton ont patrouillé dans les Caraïbes orientales au sud du 23e parallèle avec les avions des escadrons VP-33 et VP-51, soutenus par des transports d'hydravions USS Lapwing, Gannet, et Thrush. Les Gannet et Thrush[5] ont établi une base d'hydravions à Porto Rico[6].
- Neuvième patrouille : Les croiseurs USS Quincy et Vincennes ont patrouillé à moins de 480 kilomètres de la côte entre Newport et le cap Hatteras[5].

## Communications
Les ordres du chef des opérations navales datés du 4 septembre ordonnent aux patrouilles de rapporter en chiffres les mouvements des navires des nations en guerre. Les navires de la marine des États-Unis avaient au départ pour instruction d’éviter tout rapport à proximité des navires belligérants afin d'éviter que leur service de radiogoniométrie ne capte un mouvement de la part d'une nation se revendiquant comme neutre. Le 9 octobre, le président Roosevelt charge la marine de transmettre rapidement des rapports en anglais clair ; et le 20 octobre, la patrouille de neutralité est chargée de signaler les contacts en utilisant des transmissions radio en langage simple.

## Nouvelles bases
Les patrouilles de neutralité ont débuté à partir des Bermudes après l’accord Destroyers for Bases Agreement signé entre les États-Unis et le Royaume-Uni le 2 septembre 1940. La base a été mise en service le 7 avril 1941 ; elle est utilisée pour la première fois le lendemain par la 3e division de porte-avions (USS Ranger, Wasp et Yorktown). À la mi-juin, les croiseurs USS Memphis, Milwaukee, Cincinnati et Omaha patrouillaient depuis cette base au sud de Trinité et le long de la côte du Brésil.

## Service opérationnel
En mai 1941, le cuirassé allemand Bismarck engage les navires de guerre britanniques de la Royal Navy, le HMS Hood et le HMS Prince of Wales dans le détroit du Danemark, au cours duquel il coule le Hood et endommage le Prince of Wales avant de disparaître. Les navires de surface de la deuxième force opérationnelle de la marine des États-Unis et des avions de patrouille américains à longue portée sont alors envoyés dans la zone pour tenter de localiser le Bismarck. Objectivement, les opérations de ratissage sans succès arrangeait les États-Unis, car il aurait été difficile de fournir à la Grande-Bretagne des informations en temps réel de l’autre côté de l’Atlantique. De plus, le pays ne voulait pas jouer un rôle dans la traque du cuirassé allemand. Cependant, des rapports secrets indiquent que les navires de la Task Force 2 (Wasp, Quincy, Livermore et Kearny) avaient reçu l'ordre de l'engager et de le couler s'il était aperçu. Le Bismarck est finalement localisé par Leonard B. Smith (en), pilote / conseiller dans un PBY Catalina du British Coastal Command. Deux autres « conseillers » américains pilotant des PBY britanniques ont aidé à suivre Bismarck le reste de la journée. Cette observation a permis aux navires britanniques de converger sur le Bismarck avant de pouvoir atteindre la côte française.
Pour augmenter les unités déjà engagées dans les patrouilles de neutralité autour de la côte est et du golfe du Mexique, la marine américaine a remis en service 77 destroyers et mouilleurs de mines légers en réserve à Philadelphie ou à San Diego. Le 9 août 1941 à Terre-Neuve, Roosevelt accepte de fournir aux destroyers américains des escortes pour le tronçon Canada-Islande des convois HX et des convois ON en direction ouest.

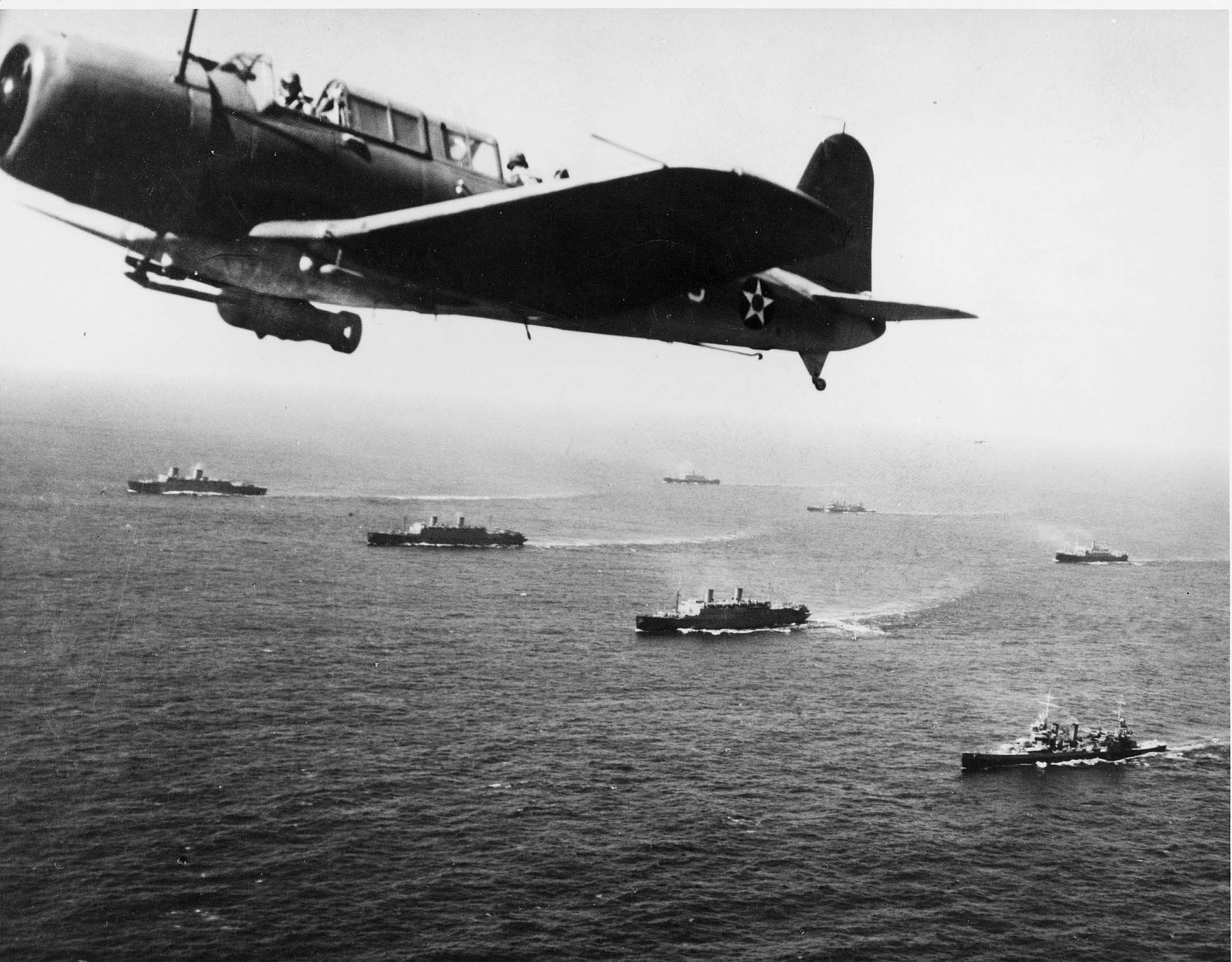
Un convoi de navires marchands protégés par des avions en direction du Cap durant la Seconde Guerre mondiale.

Le 4 septembre 1941, le destroyer américain USS Greer et le sous-marin allemand U-652 s’engagent mutuellement sans causer de préjudice à ce qui deviendra une rencontre hautement politisée. L'U-652 est localisé par un Hudson puis repéré par le destroyer en route pour l'Islande. L'avion lui lance quatre charges de profondeur de 250 livres. L'U-652 attaque le Greer à la torpille, mais le rate. Ce dernier lui lance également des charges de profondeur sans succès. Les deux protagonistes se séparent mais le « Greer Incident » pousse le président Roosevelt à émettre un shoot-on-sight (« tir à vue ») à ses commandants de la marine.
Le 17 octobre 1941, une Rudeltaktik de huit U-boots attaquent au sud-ouest de l'Islande le convoi SC 48 escorté par des corvettes canadiennes. L'escorte était renforcée par des destroyers de l'US Group TU 4.1.4 venant du convoi dispersé ON 24. Le croyant britannique, l'U-568 torpille et endommage l'USS Kearny,. Le destroyer atteint Hvalfjörður en Islande par ses propres moyens, avec onze morts et vingt-quatre blessés. Ce sont les premières victimes américaine dans la bataille de l'Atlantique. Puis, le 31 octobre 1941, l'U-552 signale en route le convoi HX 156. Ce convoi est composé de quarante quatre navires marchands, escortés par cinq destroyers américains. Le même jour, l'U-552 envoie par le fond un de ces destroyers américains, il s'agit de l'USS Reuben James. C'est le premier bâtiment américain à être coulé dans cette guerre, provoquant la mort de 116 officiers et hommes d'équipage,.
Dans les deux accrochages, les navires américains avaient largué leurs charges de profondeur avant que les Allemands ne tirent leurs torpilles. Dans l’affaire « Greer », la question de savoir qui a tiré en premier a été contestée par les deux parties et la vérité n'a pas été éclaircie dans la polémique qui a suivi. Les patrouilles de neutralité se sont poursuivies jusqu'en 1941, mais la déclaration de guerre de l'Allemagne contre les États-Unis le 11 décembre 1941 ont changé la donne. Les États-Unis étant à présent pleinement engagés dans le conflit, les patrouilles se sont avérés inutiles. L'Allemagne a justifié sa déclaration de guerre en citant les incidents de « Greer, Kearny et Reuben James », les décrivant comme des violations flagrantes de toute neutralité supposée.

## Résultats
Les patrouilles de neutralité faisaient partie des principaux objectifs de l'US Navy pendant le premier tiers de la Seconde Guerre mondiale. L'Atlantic Squadron au cours de cette période comprenait trois cuirassés, quatre croiseurs lourds, 29 destroyers et un porte-avions ; et leur mission principale a été un succès car la force opérationnelle a été rebaptisée escadron de patrouille le 1er novembre 1940. Les patrouilles de neutralité ont amélioré l’efficacité des surveillances alliées dans la zone de neutralité déclarée. Le 12 juillet 1940, l'assistant du chef des opérations navales Robert L. Ghormley reçoit l'ordre de se rendre en Grande-Bretagne en tant qu'observateur Spécial de la Marine afin de normaliser les communications à bord des navires de guerre britanniques et américains.

## Controverses
Les patrouilles de neutralité ont été controversées. Le Secrétaire d'État de la Guerre de Roosevelt, Henry Stimson, a estimé que les patrouilles étaient des actes belligérants et il a plaidé pour que Roosevelt le dise ouvertement. Stimson et le Secrétaire à la Marine Frank Knox sont convenus que le raisonnement du président pour justifier ses patrouilles avait été « torturé ». Immédiatement après la fin de la guerre, les historiens se sont vu refuser l’accès aux archives américaines relatives aux patrouilles de neutralité, car ils risquaient d’affaiblir la position de l’Amérique dans ce qui était alors un monde de guerre froide. Des années plus tard, en 1999, des professeurs de la faculté de droit de l’Université de Virginie ont procédé à une analyse juridique du rôle du président Roosevelt dans le rôle de « convaincre les Américains de participer à la Seconde Guerre mondiale ».